# پیتر ساگان
پیتر ساگان (انگلیسی: Peter Sagan؛ زادهٔ ۲۶ ژانویهٔ ۱۹۹۰) یک دوچرخه‌سوار اهل اسلواکی است.
از افتخارات وی می‌توان به کسب مدال طلا مسابقات قهرمانی دوچرخه‌سواری جاده جهان ۲۰۱۵ اشاره کرد.
قهرمان امتیازی جهان ۲۰۱۶ و ۲۰۱۷ و ۲.۱۸ 
قهرمان پیراهن سبز امتیازی در تور فرانسه ۲.۱۶ و ۲.۱۷ و ۲.۱۸

## نگارخانه

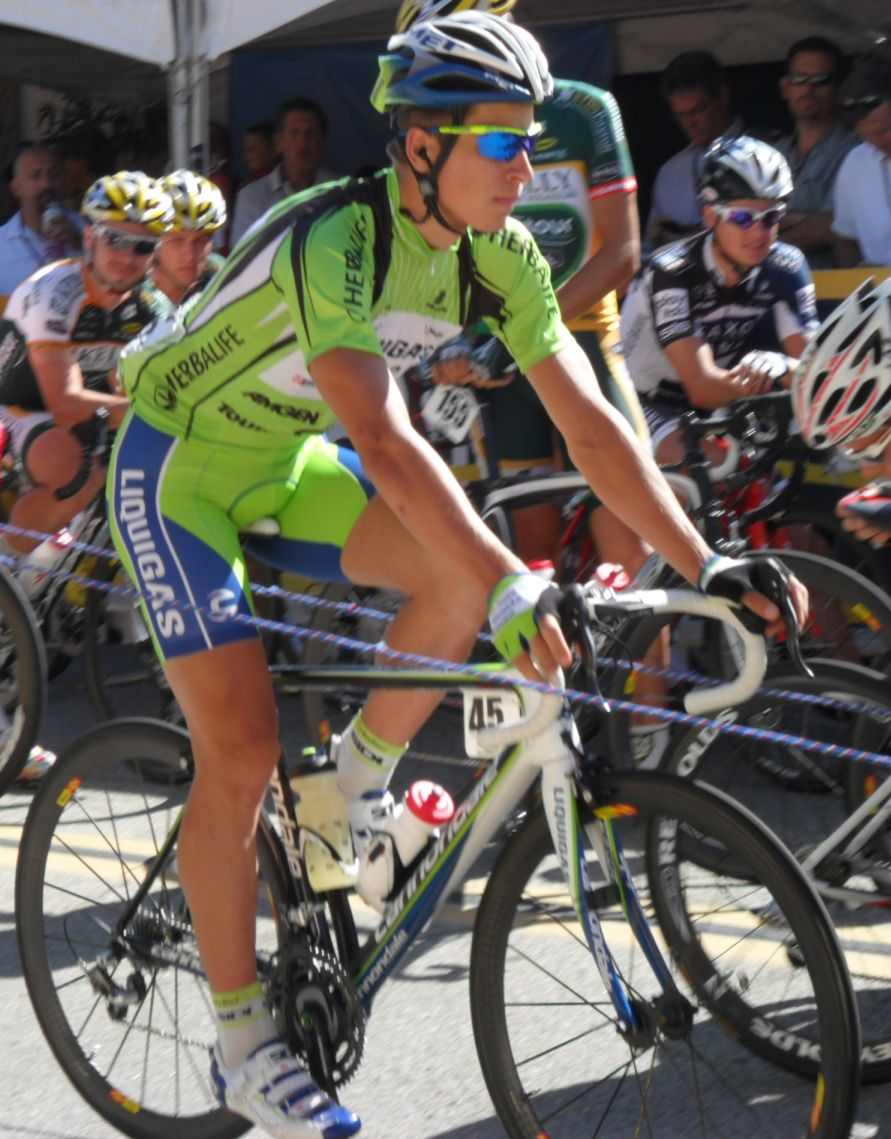
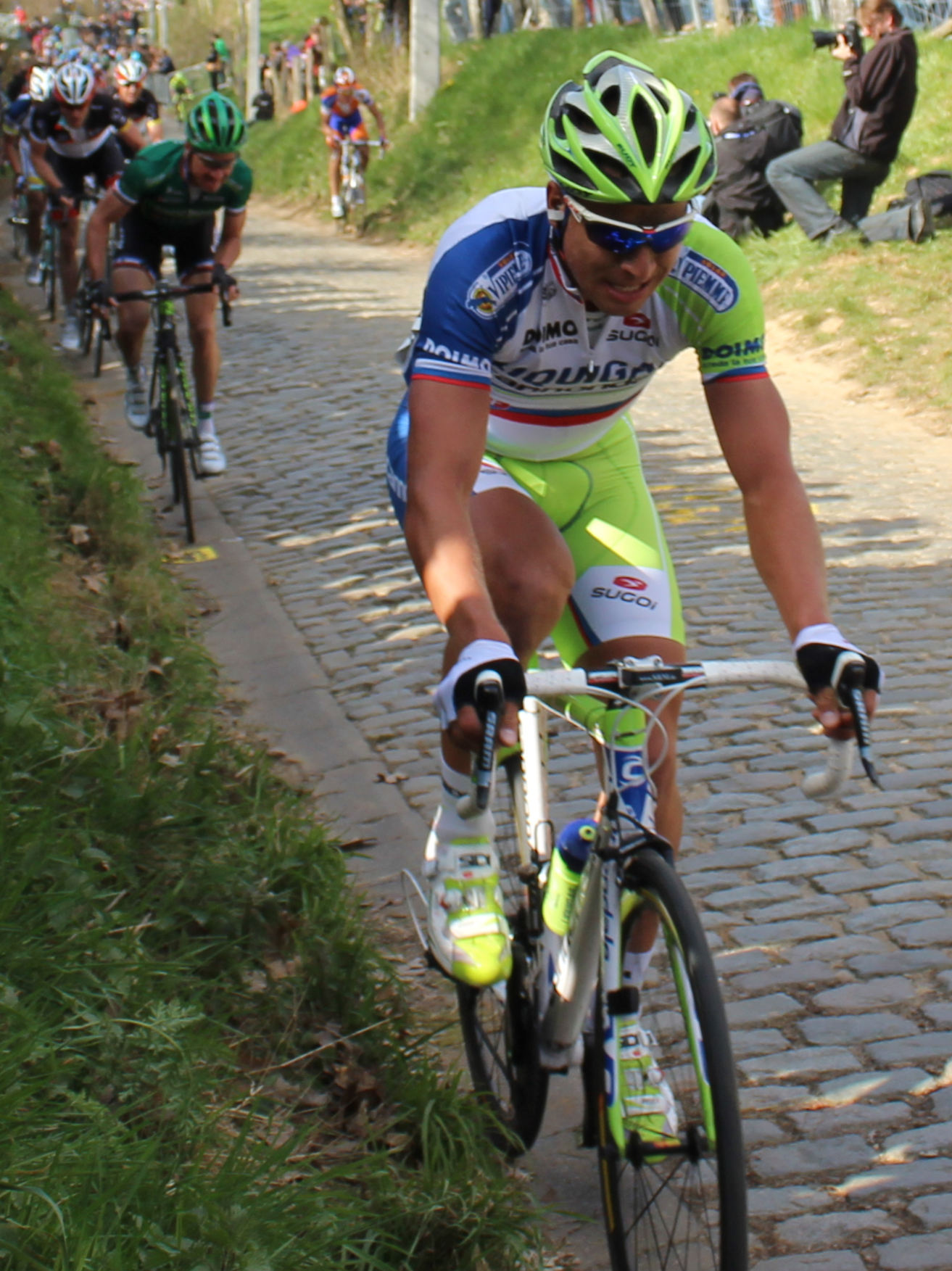
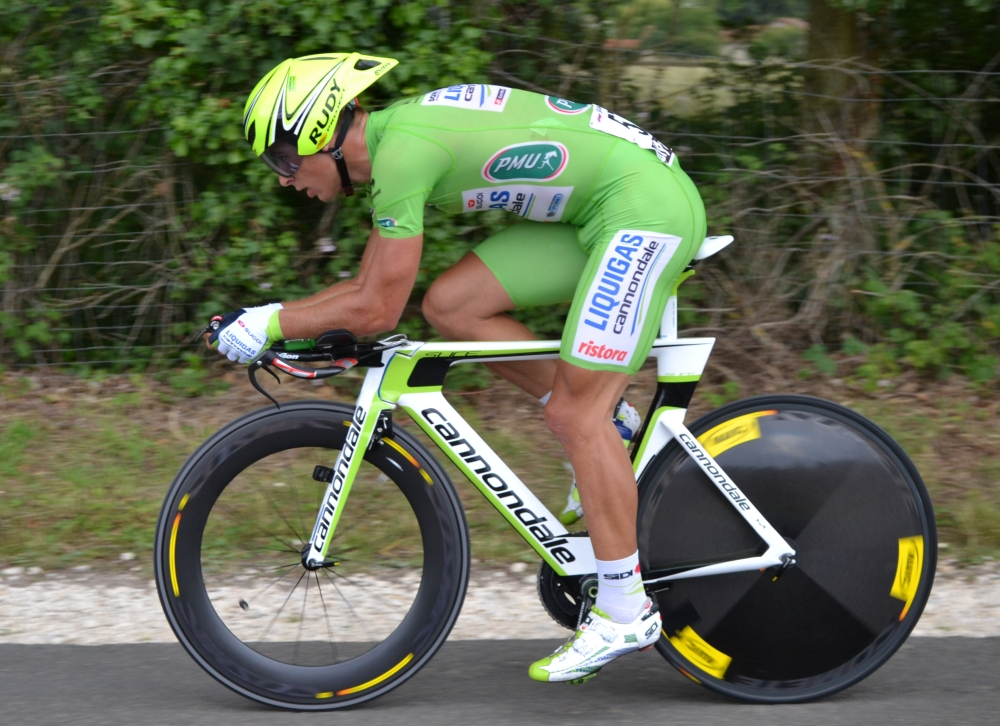
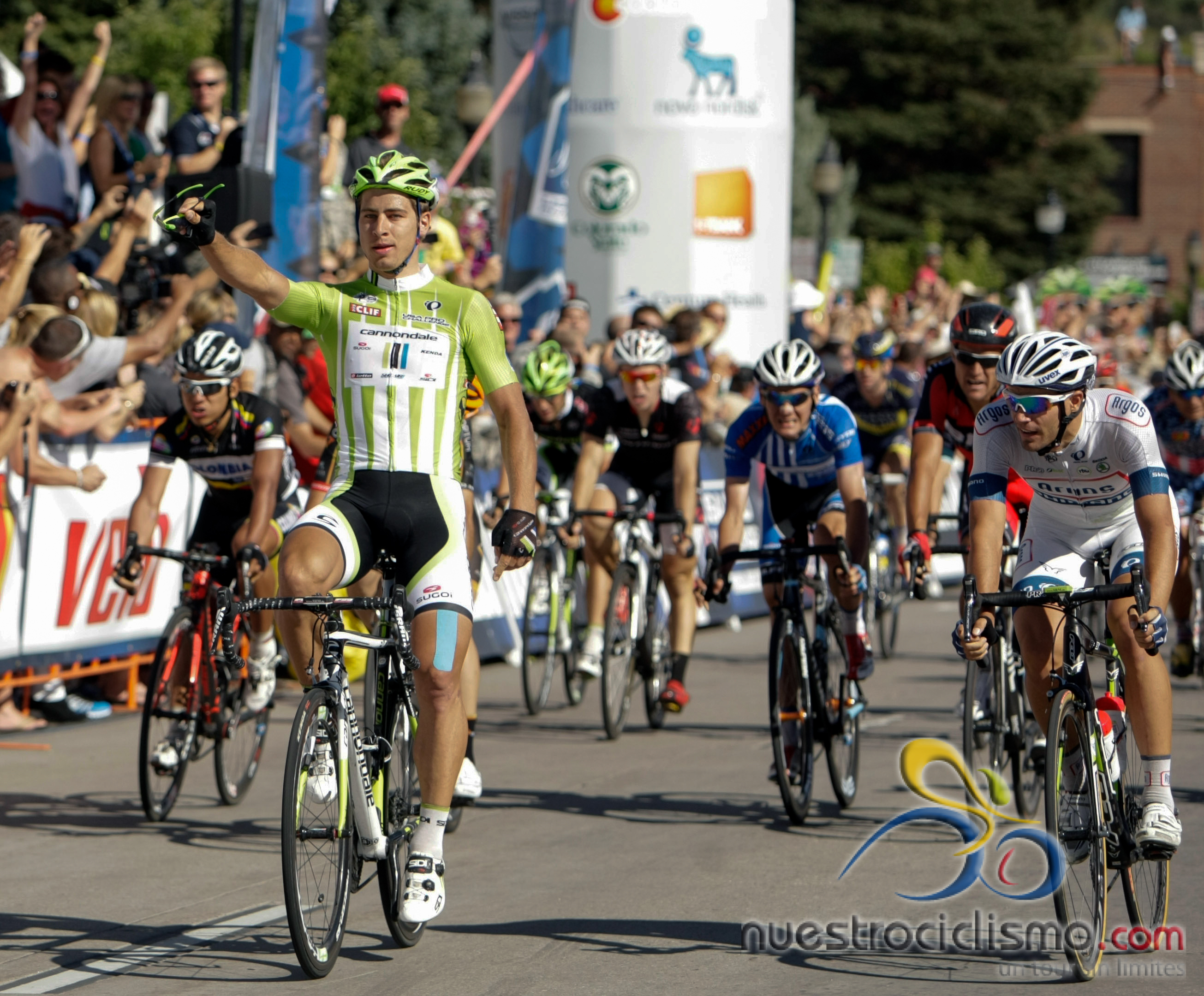
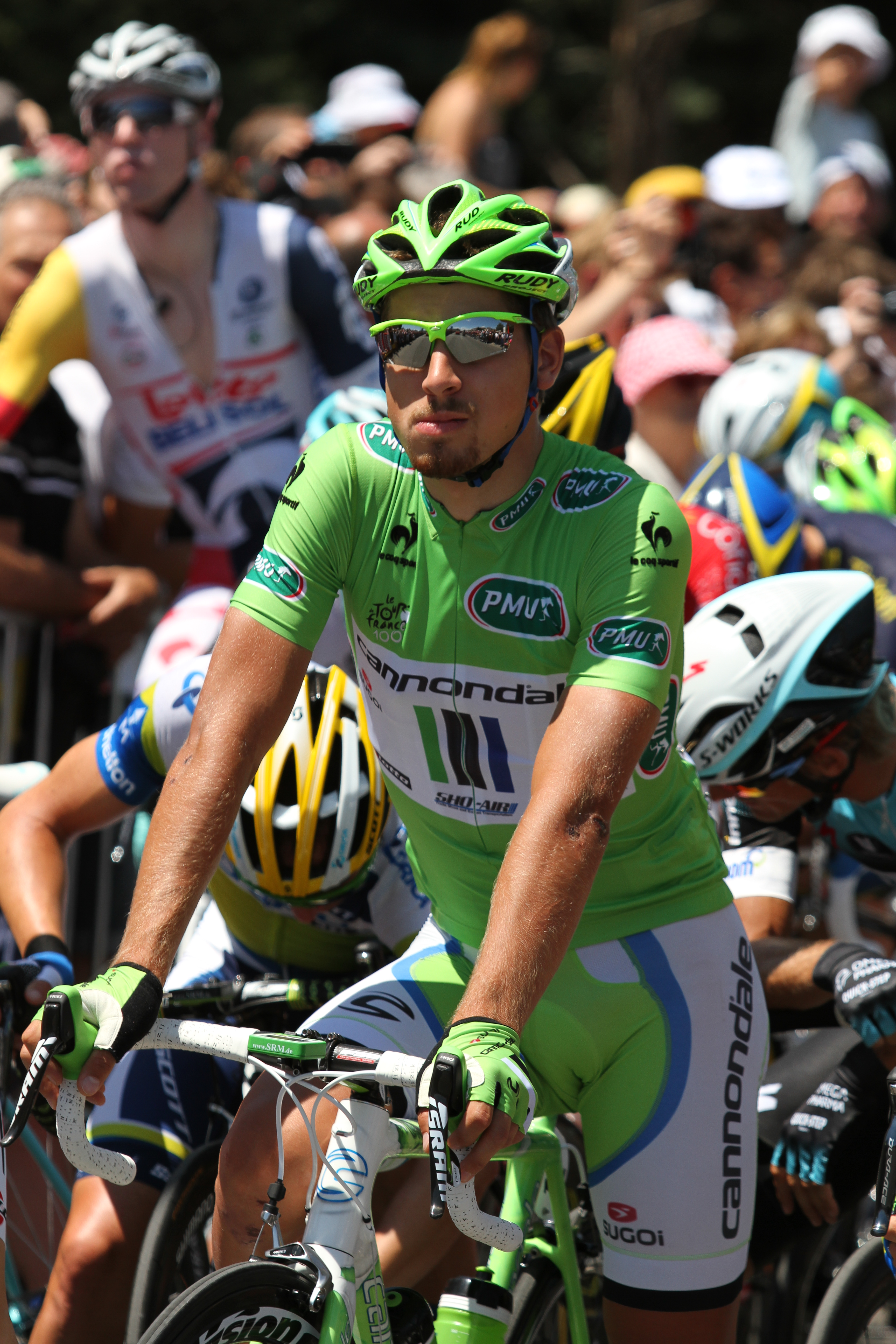
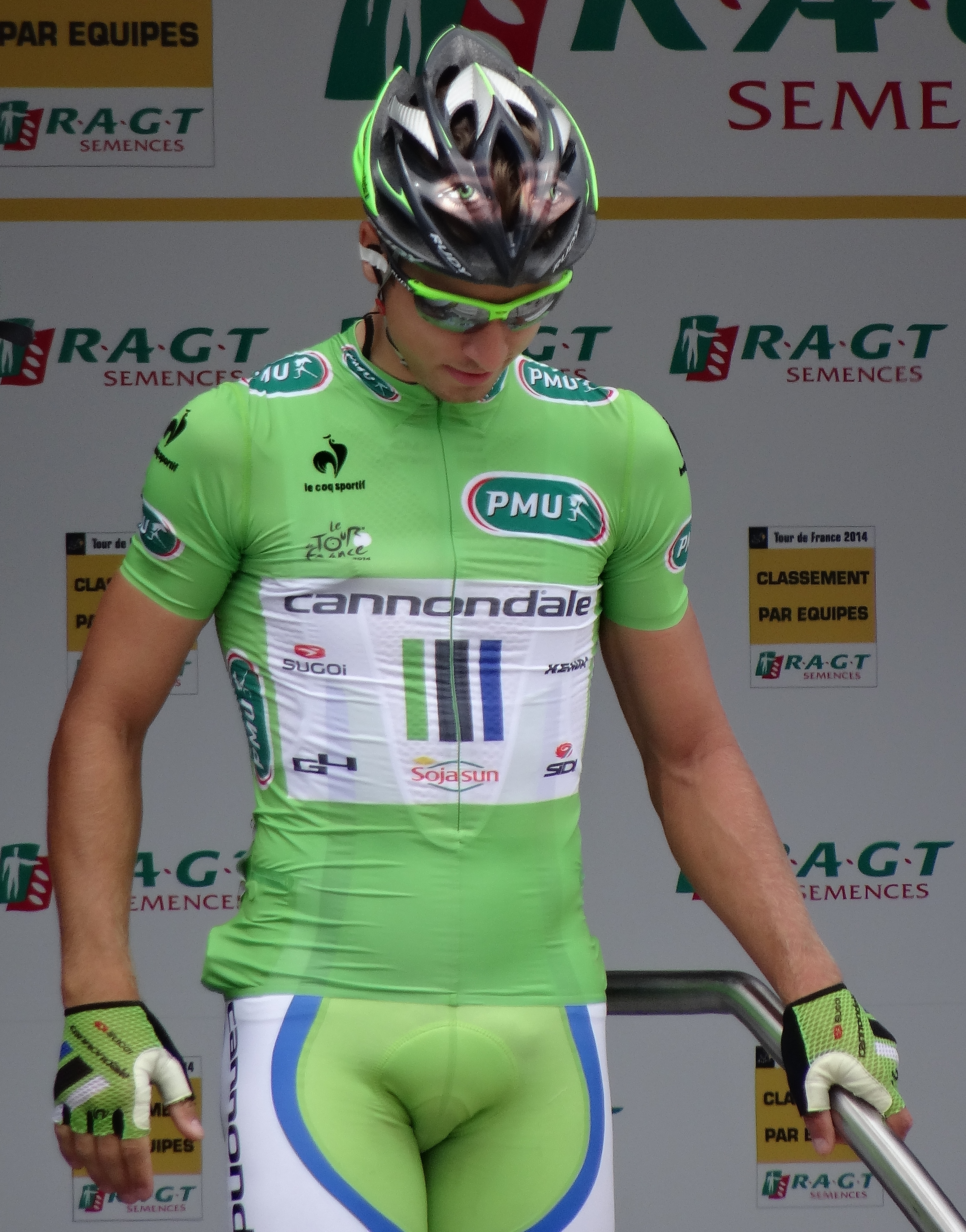
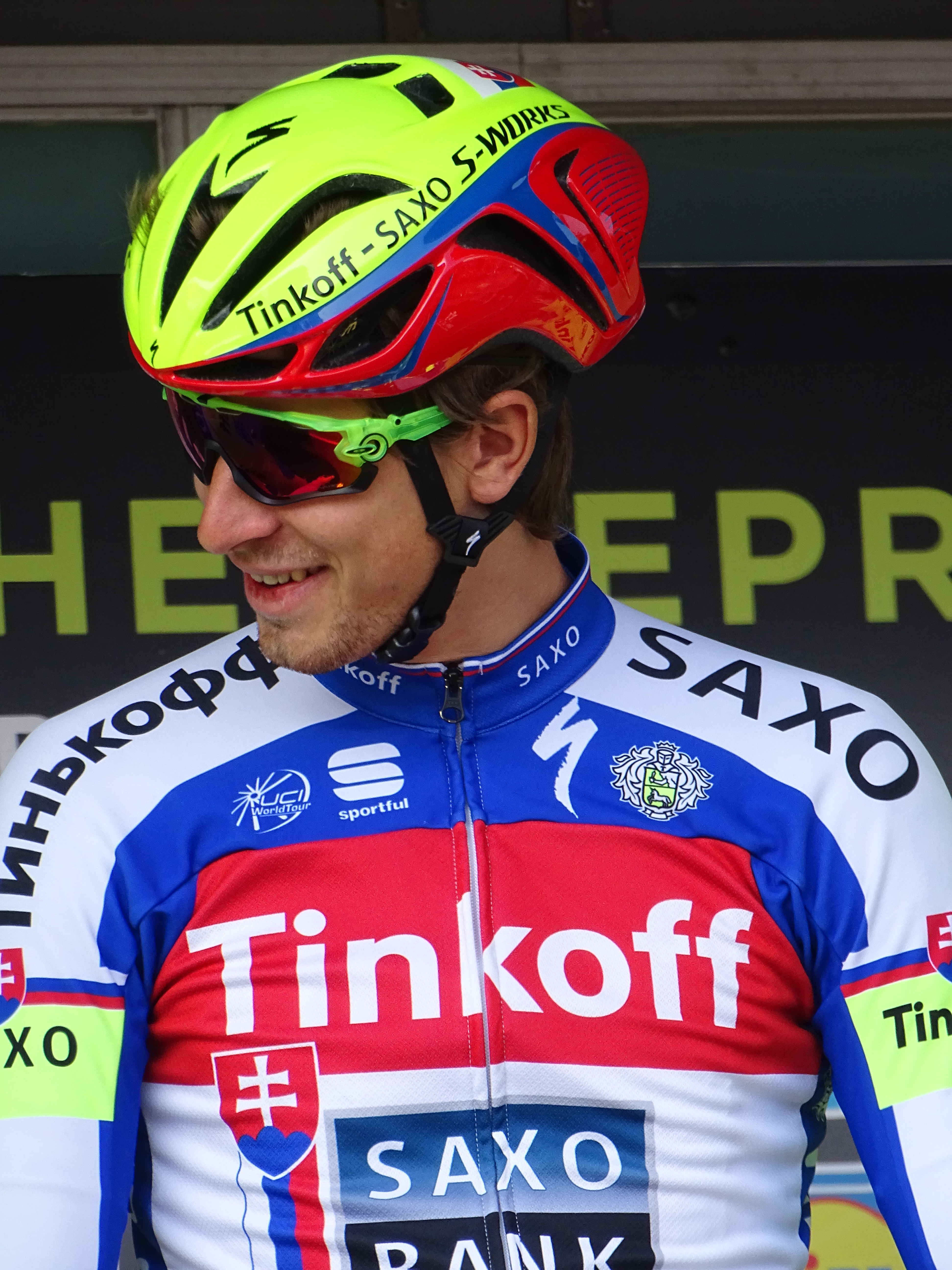
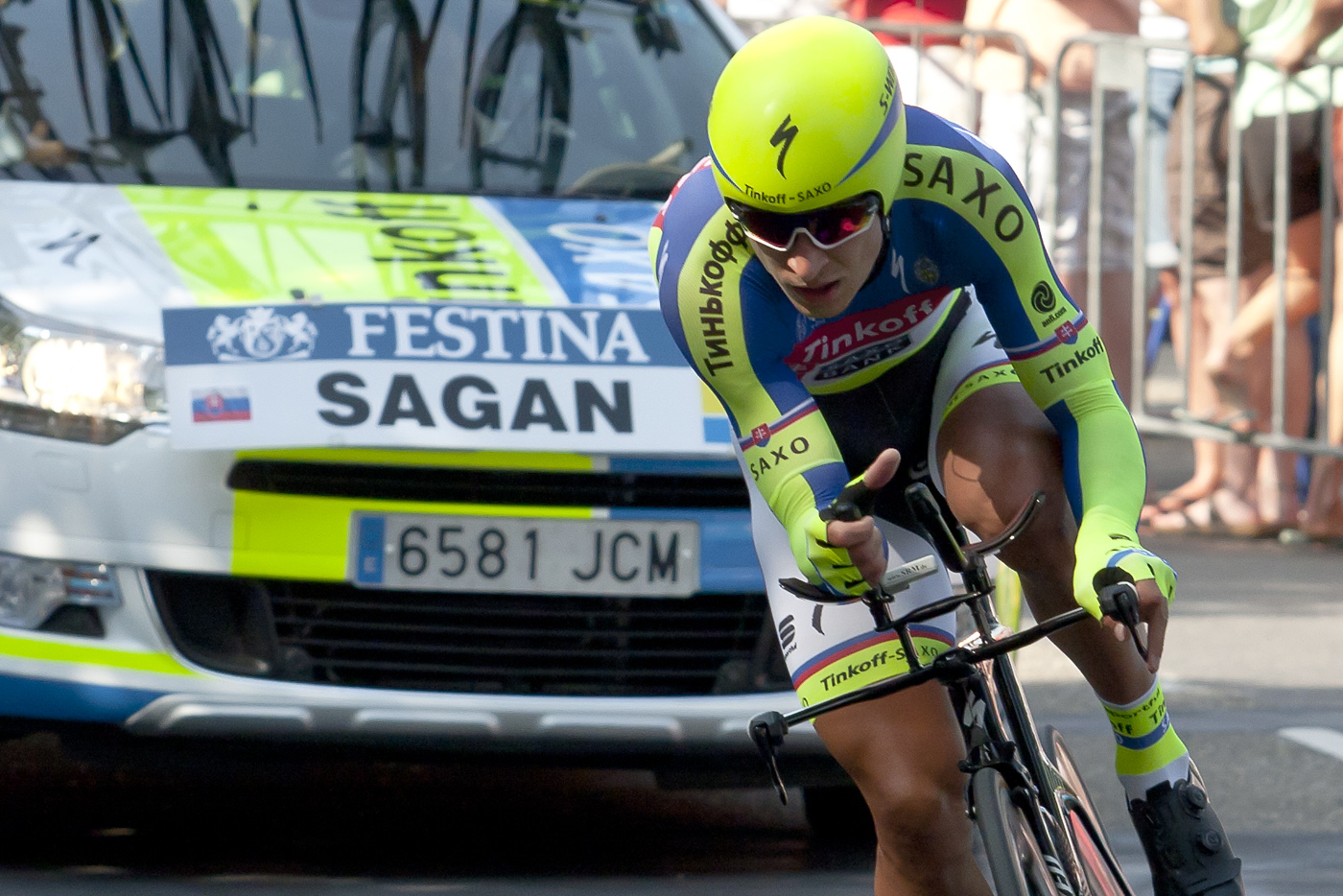